# جانکارلو کورادینی
جانکارلو کورادینی (انگلیسی: Giancarlo Corradini؛ زادهٔ ۲۴ فوریهٔ ۱۹۶۱) بازیکن فوتبال اهل ایتالیا است.
از باشگاه‌هایی که در آن بازی کرده‌است می‌توان به باشگاه فوتبال تورینو، باشگاه فوتبال رجانا، باشگاه فوتبال ساسولو، باشگاه فوتبال جنوآ، و باشگاه فوتبال ناپولی اشاره کرد.